# Kotjärnen (Linsells socken, Härjedalen)
Kotjärnen är en sjö i Härjedalens kommun i Härjedalen och ingår i Dalälvens huvudavrinningsområde.